# 李寧 (嘉靖進士)
李寧（1496年—？），字懷德，號約斋，福建邵武府建寧縣人，民籍，明朝政治人物。

## 生平
福建鄉試第六十二名舉人。嘉靖八年（1529年）中式己丑科會試第三百三名，登第三甲第一百三十八名進士。擔任扬州府推官。

## 家族
曾祖李居潛；祖父李時憲；父李奇韜，母饒氏。重庆下。弟窿、賓、宜、寅、富。